# Eucalyptus parramattensis
Eucalyptus parramattensis là một loài thực vật có hoa trong Họ Đào kim nương. Loài này được C.C.Hall mô tả khoa học đầu tiên năm 1912.